# Kleinov kvartik
Kleinov kvartik je v hiperbolični geometriji kompaktna Riemanova ploskev z rodom enakim tri z najvišjo možno grupo avtomorfizma za takšen rod. Kleinov kvartik je Hurwitzeva ploskev z najnižjim možnim rodom. 
Imenuje se po nemškem matematiku Felixu Christianu Kleinu (1849 – 1925).
Ločiti moramo dve vrsti kvartikov. Zaprti kvartik je v splošnem to, kar si predstavljamo v geometriji: topološko ima rod tri in je kompaktni prostor. Druga vrsta je odprti ali točkast kvartik. Te vrste kvartikov se obravnava v teoriji števil. Topološko so ploskve z rodom 3 s 24 točkami, geometrijsko pa  so to točke obrata (vrhovi, konice). Odprti kvartik se topološko dobi iz zaprtega kvartika s kreiranjem točk v 24 središčih pokrivanja s pravilnimi sedemkotniki. Odprti in zaprti kvadriki imajo različno metriko, čeprav so oboji  hiperbolični. Geometrijsko so točke obrata v neskončnosti.

## Kleinov kvartik kot algebrska krivulja
Kleinov kvadrik lahko smatramo kot algebrsko krivuljo nad kompleksnimi števili C. V homogenih koordinatah je definiran z 
{\displaystyle x^{3}y+y^{3}z+z^{3}x=0.\ }
V kartezičnem koordinatnem sistemu je enačba Kleinove kvartne krivulje 
{\displaystyle a^{3}x+a^{3}y+x^{3}y=0}
kjer je 
- {\displaystyle a\,} parameter

## Sorodne ploskve
Kleinov kvartik je povezan z mnogimi drugimi ploskvami. Geometrijsko je najmanjša Hurwitzeva ploskev, naslednja sta Macbeathova ploskev z rodom sedem in prvi Hurwitzev triplet, ki vključuje 3 ploskve z rodom 14.